# Malin Richardson
Malin Richardson, född 12 maj 1989 i Stockholm, är en svensk modebloggare, youtubeprofil och reseskribent.

## Biografi
Malin Richardson gick på Äppelviksskolan i Stockholm, och därefter på Enskilda gymnasiet. Hon växte upp i Sverige, Italien, Frankrike samt Belgien vilket gjorde att hon lärde sig franska, engelska och italienska. Det var när hon under ett par år vid 11 års ålder bodde i Paris som intresset för mode kom. Efter gymnasiet läste hon en halv termin  på Berghs School of Communication.
Direkt efter gymnasiet, i januari 2007, började hon blogga samt videoblogga under namnet Mogi (efter systerns smeknamn på henne, Mowgli), då med framför allt humorvideor. 2009 lade hon upp ett klipp kallat "Egna ordbok" som fått flera hundratusen tittare via Youtube samt Expressen. Snart inledde hon ett samarbete med Aftonbladet. Där fick hon bland annat uppdraget att leva på motsvarande a-kassa i 14 dagar. 2010 började hon blogga på heltid. Hon startade företaget Richardson PR & Communcations vid 20 års ålder och bytte i samband med det inriktning på sina texter till att handla mer om mode, mat och resor. Bloggen blev 2011 tvåspråkig, efter att hon upptäckt att hon fått internationell uppmärksamhet för sina inlägg.
Under åren 2012–2014 besökte hon New York Fashion Week. 2013 blev hon intervjuad av Malou von Sivers om mobbning och näthat, något hon upplevt sedan besökssiffrorna på hennes blogg ökat, och exempelvis Calle Schulman hånat henne. 2013 gjorde hon en nylansering av bloggen och lanserade hemsidan A Fashionista's Guide.  Hon har designat en smyckeskollektion för det svenska märket Syster P som lanserades 2011.

## Kritik
I maj 2014 rapporterade Dagens Media att bloggen var under granskning hos Konsumentverket för bristande annonsmärkning. 2016 hörde bloggen till en av de bloggar som blivit anmälda flest gånger till Konsumentverket.

## Utmärkelser
Malin Richardson blev framröstad till Årets videobloggare på VeckoRevyns Blog Awards 2009. Hon blev utnämnd till Sveriges Chicaste Fashionista under galan CHIC i september 2014.